# Гнили Поток
Гнили Поток (на сръбски: Гњили Поток) е село в Черна гора, част от Община Андриевица. Населението на селото през 2003 година е 111 души, предимно етнически сърби.

## Население
- 1948 – 325 жители
- 1953 – 281 жители
- 1961 – 281 жители
- 1971 – 262 жители
- 1981 – 199 жители
- 1991 – 180 жители
- 2003 – 111 жители

### Етнически състав
(2003)
- 72 (64,86 %) – сърби
- 37 (33,33 %) – черногорци
- 2 (1,8 %) – неопределени